# De Bezige Bij
De Bezige Bij är ett nederländskt bokförlag som är beläget i Amsterdam.
Några författare:
- Harry Mulisch
- Jan Wolkers
- Simon Vestdijk
- Hugo Claus
- Tommy Wieringa